# 코코 로샤
코코 로샤(Coco Rocha, 1988년 10월 10일~)는 캐나다의 모델이다.